# لوكاس كاسترو
لوكاس كاسترو (بالإسبانية: Lucas Nahuel Castro)‏ (9 أبريل 1989 لابلاتا الأرجنتين - ) هو لاعب كرة قدم أرجنتيني يلعب كلاعب وسط.

## روابط خارجية
- لوكاس كاسترو على موقع اتحاد تركيا (لاعب) (الإنجليزية)
- لوكاس كاسترو على موقع قاعدة بيانات كرة القدم.إي يو (الإنجليزية)
- لوكاس كاسترو على موقع Soccerway.com (الإنجليزية)
- لوكاس كاسترو على موقع عالم كرة القدم.نت (الإنجليزية)
- لوكاس كاسترو على موقع AS.com (الإسبانية)